# 新米爾 (科托夫斯克區)
47°40′50″N 29°47′56″E / 47.68056°N 29.79889°E
新米爾（烏克蘭語：Новий Мир）是位於烏克蘭西南部的村莊，由敖德萨州波季利斯克区的庫亞利尼克市鎮負責管轄。該村始建於1925年，面積0.67平方公里，海拔高度212米，2001年人口263，人口密度每平方公里392.54人。